# Kasavanahalli, Bangalore South
Kasavanahalli là một làng thuộc tehsil Bangalore South, huyện Bangalore Urban, bang Karnataka, Ấn Độ.